# Município Baía Farta
Município Baía Farta är en kommun i Angola.   Den ligger i provinsen Benguela, i den västra delen av landet, 500 km söder om huvudstaden Luanda.
Omgivningarna runt Município Baía Farta är i huvudsak ett öppet busklandskap. Runt Município Baía Farta är det ganska glesbefolkat, med 24 invånare per kvadratkilometer.